# Катастрофа Як-40 под Семипалатинском
Катастрофа Як-40 под Семипалатинском — авиационная катастрофа, произошедшая 28 февраля 1973 года близ города Семипалатинск. Авиалайнер Як-40 Семипалатинского ОАО авиакомпании «Аэрофлот» начинал регулярный внутренний рейс Х-167 по маршруту Семипалатинск — Караганда, но через несколько секунд после взлёта лайнер начал быстро снижаться. Вскоре, через 1 минуту после взлёта лайнер ударился о заснеженное поле, подскочил вверх и снова ударился о землю. Погибли все 32 человека на борту — 29 пассажиров и 3 члена экипажа.
Официальная причина катастрофы так и не была установлена.

## Самолёт
Як-40 с бортовым номером CCCP-87602 (заводской — 9120118, серийный — 18-01) был выпущен Саратовским авиазаводом 29 апреля 1971 года. Передан Главному управлению гражданского воздушного флота 13 мая и поступил в Семипалатинский авиаотряд Казахского управления гражданской авиации. На момент катастрофы авиалайнер имел 1 798 час. налёта и 1 814 час. посадок.

## Экипаж и пассажиры

### Экипаж
Як-40 пилотировал экипаж из 256-го лётного отряда, в состав которого входил:
Командир воздушного судна (КВС) — Юрий Иванович Сизяков
Второй пилот — Владимир Лукьянович Кельдишев
Бортмеханик — Виктор Васильевич Тропин

### Пассажиры
Среди пассажиров находилась женская баскетбольная команда Кзыл-Ординской области — 11 игроков, тренер и судья.

## Катастрофа
28 февраля 1973 года Як-40 борт СССР-87602 выполнял рейс Х-167 из Семипалатинска в Караганду. Всего на борту находились 29 пассажиров: 27 взрослых и 2 ребёнка. В Семипалатинске в это время небо было затянуто облаками и шёл снег, видимость составляла 5 км и дул северо-западный ветер (азимут 290°) со скоростью 5 м/с.
В 18:58 по местному времени, спустя минуту после заката, Як-40 взлетел с ВПП 13/31. Поднявшись до высоты 100 м, самолёт начал быстро снижаться и в 18:59 в 1457 м от торца полосы, в 53 м левее её оси плашмя ударился о заснеженное поле. От удара самолёт подскочил вверх, но, пролетев 50 м, снова врезался в землю и взорвался. Площадь разброса обломков имела размеры 220х53 м. Все 32 человека на борту самолёта погибли.
Среди пассажиров находилась женская баскетбольная команда Кзыл-Ординской области — 11 игроков, тренер и судья.

## Расследование
По показаниям диспетчера, когда самолёт поднялся до высоты 70–80 м, появилась большая вспышка пламени. Очевидцы на земле утверждали, что от самолёта падали какие-то огоньки. При этом экипаж на связь в этот момент не выходил. Было также обнаружено отверстие в стекле фонаря со стороны левого пилота, в связи с чем рассматривалась версия поражения самолёта с земли. Однако экспертиза показала, что это отверстие не являлось огнестрельным и образовалось не от пули или артиллерийского снаряда, а при разрушении Як-40 от удара об землю. В кабине пилотов не было обнаружено никаких следов взрывчатых веществ. Вообще по заключению технической группы взрыва или пожара на борту самолёта в полёте не было.
Признаков отказов материальной части в полёте, которые бы однозначно привели к катастрофе, комиссия не обнаружила. Основной зацепкой стало только отклонение стабилизатора на +1 – +1,2°, то есть на пикирование.

## Причины катастрофы
Так как объективные данные о режимах и траектории полёта Як-40 с момента взлёта и до его падения отсутствовали, то комиссия не смогла найти истинную причину катастрофы. Есть лишь два основных варианта:
1. На наиболее сложном участке набора высоты, когда убирались шасси, закрылки, фары и так далее, то есть был дефицит времени, стабилизатор самопроизвольно отклонился на пикирование, при этом экипаж из-за высокой занятости не смог сразу распознать появившийся дефект и своевременно исправить возникший момент.
2. Нарушение психофизических функций летчиков, повлекшее за собой существенные отклонения от нормального процесса пилотирования.